# Wilhelm Mauke

Wilhelm Mauke um 1910

Johann Heinrich Wilhelm Mauke (* 25. Februar 1867 in Hamburg; † 25. August 1930 in Wiesbaden) war ein deutscher Komponist und Musikschriftsteller.

## Leben

### Familie und Ausbildung
Wilhelm Mauke entstammte väterlicherseits einer Hamburger Verlegerfamilie, seine Mutter, eine geborene Dreyer, starb 1882. Im Alter von vier Jahren zog er mit seiner Familie nach Leipzig und besuchte dort von Ostern 1880 bis Ostern 1888 das Königliche Gymnasium, welches er mit dem Reifezeugnis verließ. Anschließend studierte er auf Wunsch des Vaters Medizin in München, bestand jedoch das Physikum nicht. Unter Entzweiung mit dem Vater entschloss er sich, das Medizinstudium aufzugeben und stattdessen Musikwissenschaften zu studieren. Von 1891 bis 1892 ließ er sich durch Hans Huber und dem Kantor Oskar Löw in Basel ausbilden. Anschließend kehrte er nach München zurück, wo er Schüler Ludwig Abels, Max Hiebers und Josef Gabriel Rheinbergers an der Akademie für Tonkunst wurde.

### Wirken als Musikschriftsteller
In dieser Zeit stand er dem Kreis der Münchner Naturalisten nahe. Unter dem Einfluss des mit ihm befreundeten Michael Georg Conrad begann er neben seiner kompositorischen Tätigkeit Aufsätze in verschiedenen Zeitschriften, u. a. im Leipziger Tageblatt, in Die Gesellschaft oder der Revista musicala svizra, zu veröffentlichen.
Seine Kritiken, die er für verschiedene Tageszeitungen, insbesondere in seiner Funktion als Musikreferent der Münchner Post und der Münchner Zeitung, schrieb, brachten ihm viel Anerkennung aber auch Anfeindungen ein. Sein Herz gehört seinen Tonwerken, nicht dem Merkeramte, das er aber doch mit hohem Geschick, Schlagkraft und Witz und gestützt auf eine reiche Kenntnis der Literatur in dem Sinne ausübt, der Wahrheit, wie er sie sieht und versteht, zu dienen und das Schlechte und Falsche rückhaltlos zu bekämpfen.
Richard Strauss, den er zeitweise Richard Wagner vorzog, widmete er verschiedene Analysen zu dessen symphonischen Kompositionen, ebenso Max von Schillings Oper Ingwelde.

### Wirken als Komponist
Aufgrund seiner Begeisterung für Hugo Wolf beschäftigte er sich zunächst theoretisch und praktisch mit Liedkomposition. Dabei war er neben und vor Richard Strauss der erste, der zeitgemäße Lyrik und soziale Dichtung vertonte. Seine Lieder, die Mauke als Melodiker zeigen, der sich wenig um überlieferte Gesetze und vorgeschriebene Schemata kümmerte, verlangen daher vom Interpreten nicht nur viel an stimmlicher Kraft und Ausdrucksvermögen, sondern auch an geistiger Durchdringung. Als Höhepunkte seiner Liedkompositionen gelten Detlev von Liliencrons Aus einem Raubzug und Richard Dehmels Venus primitiva. Ab 1908 vertonte er verstärkt Gedichte Goethes und Heines. Von 1894 bis 1925 entstehen insgesamt zirka 150 Lieder und Gesänge für Klavier oder Orchester.
Seine symphonischen Dichtungen sind stark von Wagner, Richard Strauss und Anton Bruckner beeinflusst. Dabei gilt seine Symphonie Einsamkeit aus dem Jahre 1904 als Selbstbekenntnis des schwer mit sich und der Welt ringenden Künstlers.
Als sein Hauptwerk gelten die von ihm komponierten Opern, von denen Die letzte Maske den größten Bühnenerfolg zu verzeichnen hatte.
Am Ende seines Lebens blickte Mauke, dem die Kunst eine brotlose geblieben war, resigniert auf sein Schaffen und sprach selbstironisch von seinem Meisterwahn. Am 28. Juli 1926 erfolgte in München die Gründung der Wilhelm Mauke-Vereinigung, die den Zweck verfolgte: dem Meister zu der wohlverdienten öffentlichen Anerkennung zu verhelfen, ihm den Lebensabend, so weit es irgend möglich ist, zu erhellen und ihm die Kraft zu weiterem Schaffen zu erhalten. Als Ehrenpräsident wurde Michael Georg Conrad gewählt, den Vorsitz hatte Wilibald Nagel inne.
Wilhelm Mauke war seit 1898 in zweiter Ehe mit der Schriftstellerin Ida Vees verheiratet.
Seinen literarischen Nachlass, darunter Korrespondenzen mit Otto Julius Bierbaum, Michael Georg Conrad, Max Halbe, und Detlev von Liliencron sowie Manuskripte, Reisetagebücher, Fotos und eine Totenmaske, verwahrt das Literaturarchiv Monacensia. 29 nachgelassene Musikautographen befinden sich in der Musikabteilung der Münchner Stadtbibliothek.

## Kritiken

Werbeanzeige für Die letzte Maske von Wilhelm Mauke

- Hermann Treibler im Kunstwart 1899:

Mit größerer Zuversicht als je darf man der Zeit entgegensehen, die Wilhelm Mauke die gerechte Würdigung seines Schaffens bringen wird. Sie kann nicht ausbleiben, wenn das Wort vom endlichen Sieg der Wahrheit auch im neuen Jahrhundert Geltung behalten soll.
- Willibald Nagel:

Es steckt trotz seiner demokratischen und sozialistischen Neigungen viel von Nietzsches Herrenmenschentum in ihm. Er strebt trotz seines tiefen Verständnisses für die Nöte der Zeit und der Armen nicht zur Menge, sondern von ihr weg, mag sich als Künstler keine Schranken auferlegen, kann auch da ebenso wenig wie als Mensch aus konventioneller Heuchelei entgegenkommen.
- R. Oemichen über die Aufführung der Symphonie Einsamkeit, op. 40, in Chemnitz:

Die sinfonische Tondichtung „Einsamkeit“ ist in Chemnitz die weitaus bedeutendste Neuheit auf den Vortragsordnungen der letzten Jahre und unter den neueren programmatischen Kompositionen kommt ihr ein oberster Platz zu. Was stellt sie so hoch? Die poetische Idee, das Nietzsche-Wort: „Einsamkeit, du Schmerz, mein höchstes Glück, hier ist dein Reich!“ ist nicht bloß das formgebende Prinzip, sondern die von Mauke gefundene Form entspricht auch den höchsten Anforderungen, die man an sie vom rein musikalischen Standpunkt stellen muß. Der architektonische Bau, ein sich mächtig und frei wölbender Bogen, ist der entsprechendste sinnenfälligste Ausdruck für die in dieser Musik ausgesprochenen, mit innerer Notwendigkeit und höchster Klarheit entwickelten Gedanken und Gefühle. Gleich bei den ersten Tönen horcht das innere Ohr auf, spannt sich das Interesse für das Kommende. Wie sich das Gefühl des Schmerzes, das anfangs die Einsamkeit erzeugt, bei einer groß und stark fühlenden Persönlichkeit durch Kampf und Streit innerer und äußerer Natur, vor allem aber im eigenen Schaffen zum höchsten Glück wandelt, wie – und das ist der Sinn des absteigenden Bogens in diesem Bau – nunmehr das Alleinsein die Lebenskräfte nicht mehr lähmt, sondern eine Resignation bewirkt, die im Gefühl des eigenen Wertes die Umwelt entbehren kann, das ist hier mit ebensoviel Geist wie Gemüt, mit ebensolcher Kraft wie Schönheit dargestellt. Das wundervoll musizierende Orchester erspielte dem Komponisten einen großen Sieg...

## Kompositionen und Schriften (Auswahl)

### Opern
- 1906: Der Taugenichts, op. 45a,  Heitere Oper in drei Akten nach der Dichtung Aus dem Leben eines Taugenichts von Joseph Freiherr von Eichendorff
- 1910: Fanfreluche, op. 57, Musikalisches Lustspiel in zwei Akten nach einer Novelle von Théophile Gautier, bearbeitet von Georg Schaumberg, UA: 17. April 1912, Hoftheater München
- 1914: Die letzte Maske, op. 65, Mimodrama in drei Bildern von Kurt Münzer, UA: 10. Mai 1917, Hoftheater Karlsruhe
- 1916: Laurins Rosengarten, op. 72, Romantische Oper in drei Aufzügen, Libretto: Ernst Kapff
- 1918: Das Fest des Lebens, op. 73, Tragische Oper in drei Akten, Libretto: Beatrice von Dovsky, UA: 26. März 1926, Stadttheater Dortmund
- 1920: Thamar, op. 76, Oper in drei Aufzügen, Libretto: Franziska Hager, UA: 26. Oktober 1926, Württembergisches Landestheater Stuttgart
- 1923: Der Herzog komponiert, op. 80, Heitere Oper in vier Akten, Libretto: Marc Anton von Kreusser
- 1925: Die Rosen von Inishail, op. 81, Oper in vier Akten und einem Vorspiel, Libretto: Marc Anton von Kreusser

### Operetten
- 1908: Der Tugendprinz, op. 56,  Libretto: Max Neal, UA: 23. Juni 1910, München, Gärtnerplatztheater

### Symphonische Dichtungen
- 1904: Einsamkeit, op. 40, für großes Orchester, UA: München, 23. März 1909
- 1911: Sursum corda, op. 59, Tondichtung für großes Orchester und Orgel, UA: Teplitz, 30. August 1912 unter Johann Reichert
- 1913: Romantische Symphonie in A Moll, op. 63, UA: Dortmund, 8. Mai 1914 unter Georg Hüttner
- 1915: Das Gold, op. 70, Symphonie mit Chor in vier Sätzen, Motto: Fügsam dem Satan wie dem Engel: Allgottheit Gold. (Sâr Péladan), UA: München, 18. November 1919 unter Prof. Laber

### Lieder und Gesänge
- Vier Lieder (III. Cyklus moderner Lieder), op. 15: a) Einsames Lied von Gustav Falke; b) Am Waldesrand von Benzmann; c) Schöne Junitage und d) Aus einem Raubzug von Detlev von Liliencron; erschienen: C.A. Challier, Berlin
- Drei Gesänge (IV. Cyklus moderner Lieder), op. 17: a) Der Fährmann von Wilhelm Walloth; b) Absage von Gustav Falke; Venus primitiva von Richard Dehmel; erschienen: C.A. Challier, Berlin
- Detlev von Liliencron: Deutsche Meisterlieder, op. 23
- Sehnen und Sterben, op. 35, Ein Zyklus von vier Gesängen von Max Bruns
- Drei Gesänge, op. 71, nach Gedichten von Hermann Hesse
- Vier Gesänge, op. 77, nach Gedichten von Franziska Hager; erschienen: M. Hieber, München 1928
- Die Vertreibung aus dem Paradies, op. 78, Oratorium von Adelheid Hausmann, für Orchester, Chor, Soli und Orgel, UA: 20. September 1923, Basel, Walter Sterck

### Schriften
- Richard Strauss. Don Juan op. 20, H. Seemann, Leipzig o. J. (Der Musikführer, 114)
- Richard Strauss. Tod und Verklärung, op. 24, H. Seemann, Leipzig 1897, (Der Musikführer, 115)
- Richard Strauss. Till Eulenspiegel's lustige Streiche, op. 28, H. Bechthold, Frankfurt am Main 1897 (Der Musikführer, 103)
- Der Pfeifertag, Heitere Oper in 3 Aufzügen. Dichtung von Ferdinand Graf Sporck, Musik von Max Schillings. Ästhetisch-kritische Einführung von Wilhelm Mauke, H. Seemann, Leipzig 1900 Digitalisierte Ausgabe
- Ingwelde, Musikdrama in 3 Aufzügen. Dichtung von Ferdinand Graf Sporck, Musik von Max Schillings. Textlich und musikalisch erläutert von Wilhelm Mauke, H. Seemann, Leipzig 1901
- Gugeline. Ein Bühnenspiel in 5 Aufzügen, Dichtung von Otto Julius Bierbaum, Musik von Ludwig Thuille. Textlich und musikalisch erläutert von Wilhelm Mauke, H. Seemann, Leipzig 1901
- Richard Strauß, H. Seemann Nachf., Leipzig 1903 (Der Musikführer, 187)
- Richard Strauß. Zwei Gesänge für 16-stimmigen gemischten Chor a cappella, Op. 34, I u. II; Der Abend (Friedrich von Schiller); Hymne (Friedrich Rückert), H. Seemann Nachf., Leipzig 1904 (Der Musikführer, 188)

### Aufsätze
- Über den universalen Erziehungswerth der Musik
- Richard Wagner als Gefahr. Glossen zum herrschenden Parsifalkult, in: Die neue Zeit, 32. Jg. 1914, Bd. 2, Nr. 1, Dietz, Stuttgart 1914, S. 34–38